# Catherine Carr
Catherine Carr (Albuquerque, 27 de mayo de 1954) es una nadadora estadounidense retirada especializada en pruebas de estilo braza, donde consiguió ser campeona olímpica en 1972 en los 100 metros.

## Carrera deportiva
En los Juegos Olímpicos de Múnich 1972 ganó la medalla de oro en los 100 metros braza, con un tiempo de 1:13.58 segundos que fue récord del mundo, por delante de la soviética Galina Prozumenshchikova y la australiana Beverley Whitfield; en cuanto a las pruebas por equipo, ganó también el oro en los relevos de 4 x 100 metros estilos (nadando el largo de braza), por delante de Alemania del Este y Alemania del Oeste.
Y en la Universiada de 1973 celebrada en Moscú, ganó el oro en 4 x 100 metros estilos y 200 metros braza, y plata en 200 metros estilos y 100 metros braza.